# Багирова, Гюлизар Чобан кызы
Гюлизар Чобан кызы Багирова (азерб. Gülzar Çoban qızı Bağırova; 14 июля 1918, Казахский уезд — 7 августа 1999, Товузский район) — советский азербайджанский виноградарь, Герой Социалистического Труда (1949).

## Биография
Родилась 14 июля 1918 года в селе Асрик Джырдахан Казахского уезда Азербайджанской Демократической Республики (ныне Товузский район).
С 1943 года колхозница, с 1944 года звеньевая колхоза имени Низами Таузского района, с 1950 года звеньевая, рабочая виноградарского совхоза имени Низами города Кировабад. В 1948 году получила урожай винограда 198 центнеров с гектара на площади 3 гектара поливных виноградников.
Указом Президиума Верховного Совета СССР от 21 июля 1949 года за получение высоких урожаев винограда в 1948 году Багировой Гюлизар Чобан кызы присвоено звание Героя Социалистического Труда с вручением ордена Ленина и золотой медали «Серп и Молот».
Активно участвовала в общественной жизни Азербайджана. Член КПСС с 1963 года.
Скончалась 7 августа 1999 года в родном селе.